# Clasterosporium flexum
Clasterosporium flexum är en svampart som först beskrevs av Matsush., och fick sitt nu gällande namn av B. Sutton & R.T.A. Cook 1994. Clasterosporium flexum ingår i släktet Clasterosporium och familjen Magnaporthaceae.   Inga underarter finns listade i Catalogue of Life.